# Ivo Senjanin
Ivo Senjanin (? - Karlovac, 20. srpnja 1612.) bio je hrvatski narodni junak. Kao uskok i hajduk proslavio se brojnim vojnim podvizima protiv Osmanlija. Od njega su podjednako strahovali i Mlečani i Austrijanci.:str 5. Zbog manjeg broja povijesnih izvora, puno onoga što je poznato o njemu danas se uglavnom pripisuje legendama, a pojedinosti njegova života i određena postignuća i srednjovjekovnom romantizmu.

## Životopis
Ivo Senjanin, rođen kao Ivan Vlatković - Novaković, krajem 16. stoljeća bio je zapovjednik skupine hajduka, s kojom se borio protiv Osmanlija između ostalog u Albaniji, Bosni, Hercegovini i Hrvatskoj. Dana 7. travnja 1596. godine sudjelovao je u oslobađanju Klisa od Osmanlija. Otac mu je bio imena Novak, pa otuda zapisi Novaković ili Novaković-Vlatković. Majka mu je bila iz poznate uskočke plemićke obitelji Domazetovića. Ivan je imao dva brata, također uskoka, starijeg Jurja i mlađeg Mihu. Spomenuto je i da imao sina (ne spominje mu se ime) i kćer Matiju.
Sudjelovao je 1571. godine u Bitci kod Lepanta, bitkama u Cipru, Egiptu, Peloponezu, u Bitci kod Siska i u bitkama kod  Petrinje. Kasnije je postao senjski uskok. 
Sudjelovao je u tzv. Dugom ratu (1593.−1606.) između Habsburgovaca i Osmanlija, iz kojeg je izišao kao senjski vojvoda. Godine 1599. zbog zasluga dobio je posjed Žrnovnicu kod Svetog Jurja.
Između 1602. i 1608. godine Ivo Senjanin-Vlatković neosporni je gospodar jadranskih voda vraćajući Mlečanima milo za drago. Latinski ga izvori nazivaju »Uscocchorum dux« (vojvoda uskoka), njemački »Hauptman Khermbatom«.
Zbog promjena političkih odnosa između Mlečana i Osmanlija, Venecijanci su tražili Senjaninovu glavu. Nakon što je u studenome 1606. godine sklopljen mir između Habsburške Monarhije i Osmanskog Carstva postalo je zabranjeno provaljivati na turska područja. Zbog stradanja osmanskih podanika u sukobu s Turcima, protiv Ive Senjanina je kao prilog sređivanju državnih odnosa Habsburške Monarhije, Mletačke Republike i Osmanskog Carstva provedena istraga. Nakon što je istragom utvrđeno da je oduzeo nešto opskrbe (žito) senjskom upravitelju, okrivljeni Ivo Senjanin osuđen je na smrt, odsijecanjem glave "jer tako hoće Bog i carska pravda".:str. 5.-6.
»U žalbi na tu osudu Ivan Vlatković kaže za sebe da je "siromašni hrvatski ratnik", koji je "od svoje mladosti u raznim zgodama služio nadvojvodi", pa s ponosom i pravednom gorčinom poručuje tom istom nadvojvodi "jadno je što mi se za svu tu moju vjernost plaća tako da gubim život" (Radoslav Lopašić: Spomenici hrvatske krajine, Zagreb, 1884., I., st. 35-39, 370).«:str. 6.
Pogubljen je mačem 20. srpnja 1612. godine, u Karlovcu. Pomilovan je nakon pogubljenja.

## Legende
Do danas su sačuvane brojne narodne pjesme u čast Ive Senjanina i njegovog hajdučkog i uskočkog junaštva.
Jedna od takvih je pjesma "Ive vara dva duždeva sina":
Vozila se ormanica tanka,
Puna ona roblja nakrcana:
Ormarica dužda od Mletaka.
Na njoj jesu dva duždeva sina,
Pak beside Senjaninu Ivi:
»Bora tebi, Senjanine Ive!
Sve je roblje na otkupe došlo,
A ti ne ćeš, Senjanine Ive,
Dati za se ni srebra, ni zlata,
Sitni biser i drago kamenje
Nego kapiš u galiji tankoj!« 
Kad je Ive riči razumio,
Pa je njima tiho besidio:
»Bora vami, dva duždeva sina!
Dajte meni listak knjige bile,
I kalamar crna murećepa,
I od orla jedno perce malo;
Pisat hoću miloj majci mojoj,
Da se meni već ne nada majka.« 
Kad ga čula dva duždeva sina,
Daju njemu listak knjige bile,
I kalamar crna murećepa,
I od orla jedno perce malo,
Pa on piše miloj majci svojoj:
»Oj starice, mila majko moja,
Ne nadaj se, moja mila majko,
Ne nadaj se već u dvore Ivi!
Već te molju, moja mila majko,
Da mi sedlaš dobra konja moga,
Pitaj mi ga bilicom pšenicom,
Poji mi ga vinom i rakijom,
Uzdaj mi ga uzdom biserovom,
Sedlaj sedlom od suhoga zlata,
Pa ga puštaj pod Lugovo ravno,
Moga ću se nagledati konja.« 
Kad je majka riči razumila,
Pitala mu dobra konja vranca
Pitala ga bilicom pšenicom,
Pojila ga vinom i rakijom,
Uzdala ga uzdom biserovom,
Sedlala ga sedlašcem od zlata,
Pa ga pušta pod Lugovo ravno.
Igra konjic kao bila vila
Gori, doli po Lugovu ravnu,
Gledala ga dva duždeva sina,
Među se su oni besidili:
»Mili Bože, na svemu ti hvala,
Lipa konja na Lugovu ravnu,
Da nam ga je u ruci imati,
Hiljadu bi zlatnih prigorili!« 
Pa se oni za njim zatrkali
I trčali po litnjega danka,
Ali konjic pristupit ne dade.
Besidi im iz galije Ive:
»Bora vami, dva duždeva sina!
Moj je konjić roda gospodskoga,
Dajte meni zelene dolame
U dolamam’ džepe s dvi strane;
Naspite ih i dajte ih meni,
Ja ću poći do Lugova ravna,
Dobra ću vam uhvatiti konja.« 
Duždevi se privarili sinci:
Daju njemu zelene dolame.
Iđe Ive iz galije tanke.
Kad je junak nasrid polja bio,
Viknu Ive tanko, glasovito,
Pa je Ivu konjic poznavao,
Brže-bolje k njemu doletio.
Kad se Ive konja dobavio,
On se đipi konju na ramena,
Po uteče, vesela mu majka!
Gledala ga dva duždeva sina,
Rukom su se po čelu udrili,
Ter su oni tiho besedili:
»Nije zmija zmiju privarila,
Kako nas je Senjanine Ive.«

## Vanjske poveznice
- Marko Perojević, Petar Kružić, kapetan i knez grada Klisa, Zagreb, 1931., (u međumrežnoj pismohrani archive.org 27. veljače 2007.)